# In Concert (Dead Can Dance)
Pour les articles homonymes, voir In Concert.

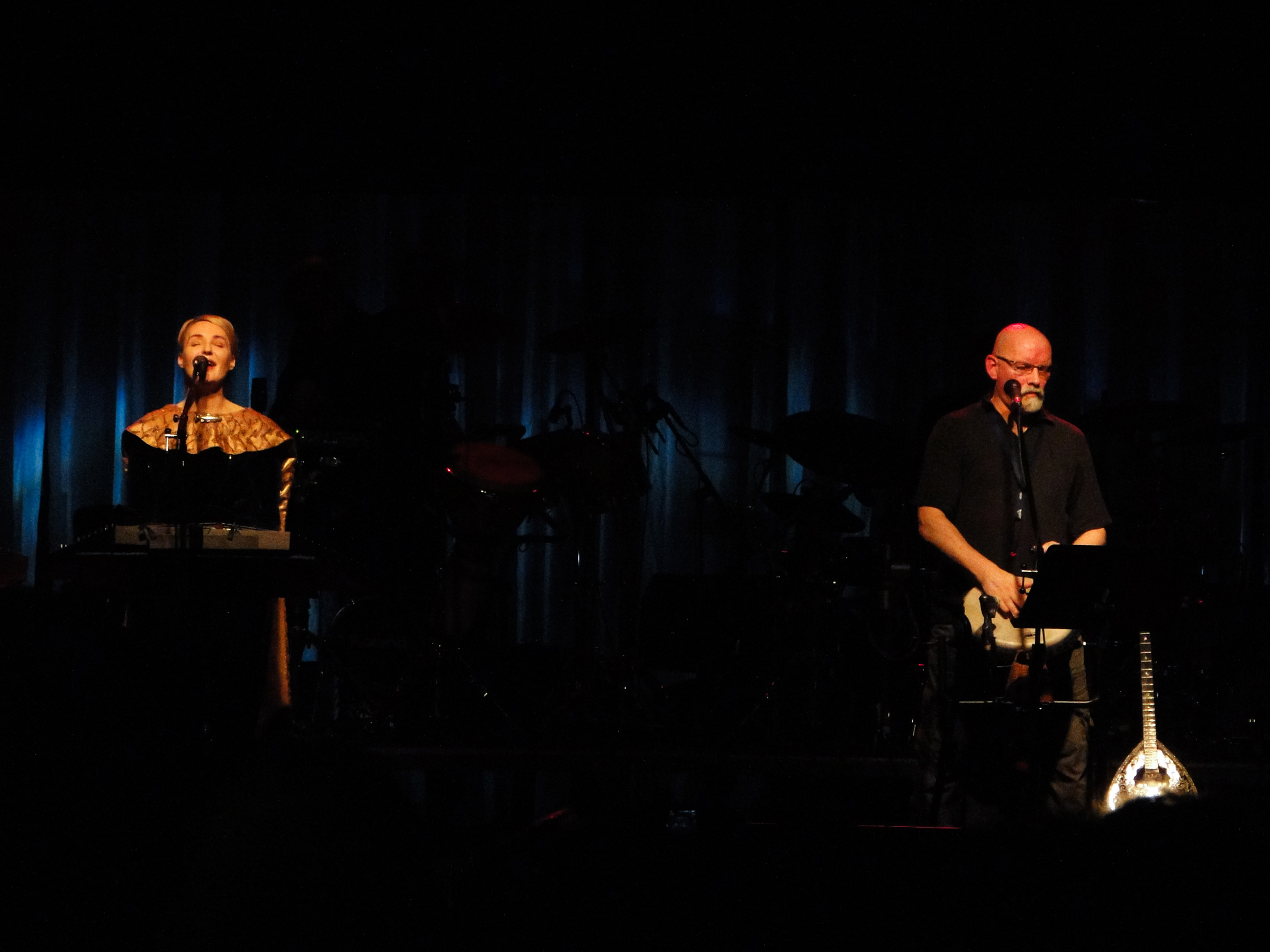
Dead Can Dance

In Concert est l'album live de la tournée mondiale de Dead Can Dance en 2013, à la suite de la sortie de l'album Anastasis en 2012.
L'album Anastasis est bien représenté sur cet album, ainsi que des titres plus anciens comme Spiritchaser de Nierika, Toward the Within's Rakim et Sanvean (écris lors de la tournée de 1993).
L'album In Concert est sorti officiellement le 16 avril 2013 aux États-Unis.

## Titres de l'album
1. Children Of The Sun (7:33)
2. Anabasis (6:43)
3. Rakim (6:15)
4. Kiko (8:02)
5. Lamma Badda (4:19)
6. Agape (6:18)
7. Amnesia (6:16)
8. Sanvean (5:25)
9. Nierika (4:35)
10. Opium (5:36)
11. The Host Of Seraphim (6:13)
12. All In Good Time (7:20)
13. The Ubiquitous Mr Lovegrove (5:49)
14. Dreams Made Flesh (4:24)
15. Song To The Siren (4:43)
16. Return Of The She-King (7:45)